# Bancourt
Bancourt ist eine französische Gemeinde im Département Pas-de-Calais in der Region Hauts-de-France. Sie gehört zum Kanton Bapaume im Arrondissement Arras.

## Lage
Die Gemeinde Bancourt liegt etwa 22 Kilometer südlich von Arras und 26 Kilometer westsüdwestlich von Cambrai. Durch den Westen der Gemeinde führen die Autoroute A1 und die Bahn-Hochgeschwindigkeitsstrecke LGV Nord. Nachbargemeinden von Bancourt sind Beugnâtre im Norden, Frémicourt im Nordosten, Haplincourt im Osten, Villers-au-Flos im Südosten, Riencourt-lès-Bapaume im Süden, Bapaume im Westen sowie Favreuil im Nordwesten.

## Bevölkerungsentwicklung
| Jahr                       | 1962 | 1968 | 1975 | 1982 | 1990 | 1999 | 2006 | 2013 | 2022 |
| -------------------------- | ---- | ---- | ---- | ---- | ---- | ---- | ---- | ---- | ---- |
| Einwohner                  | 130  | 123  | 114  | 112  | 101  | 95   | 81   | 80   | 84   |
| Quellen: Cassini und INSEE |      |      |      |      |      |      |      |      |      |

## Sehenswürdigkeiten

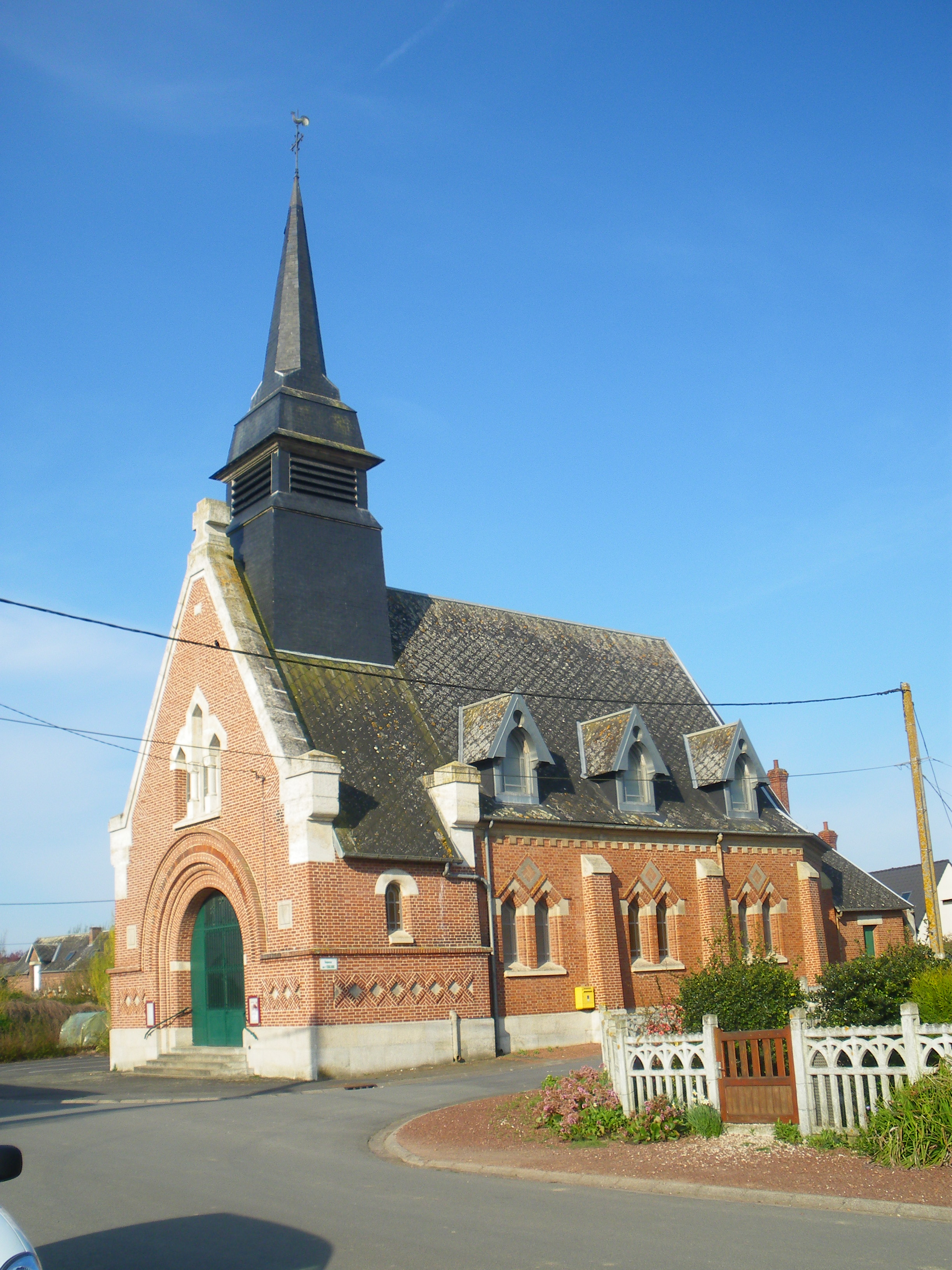
Kirche Saint-Remi
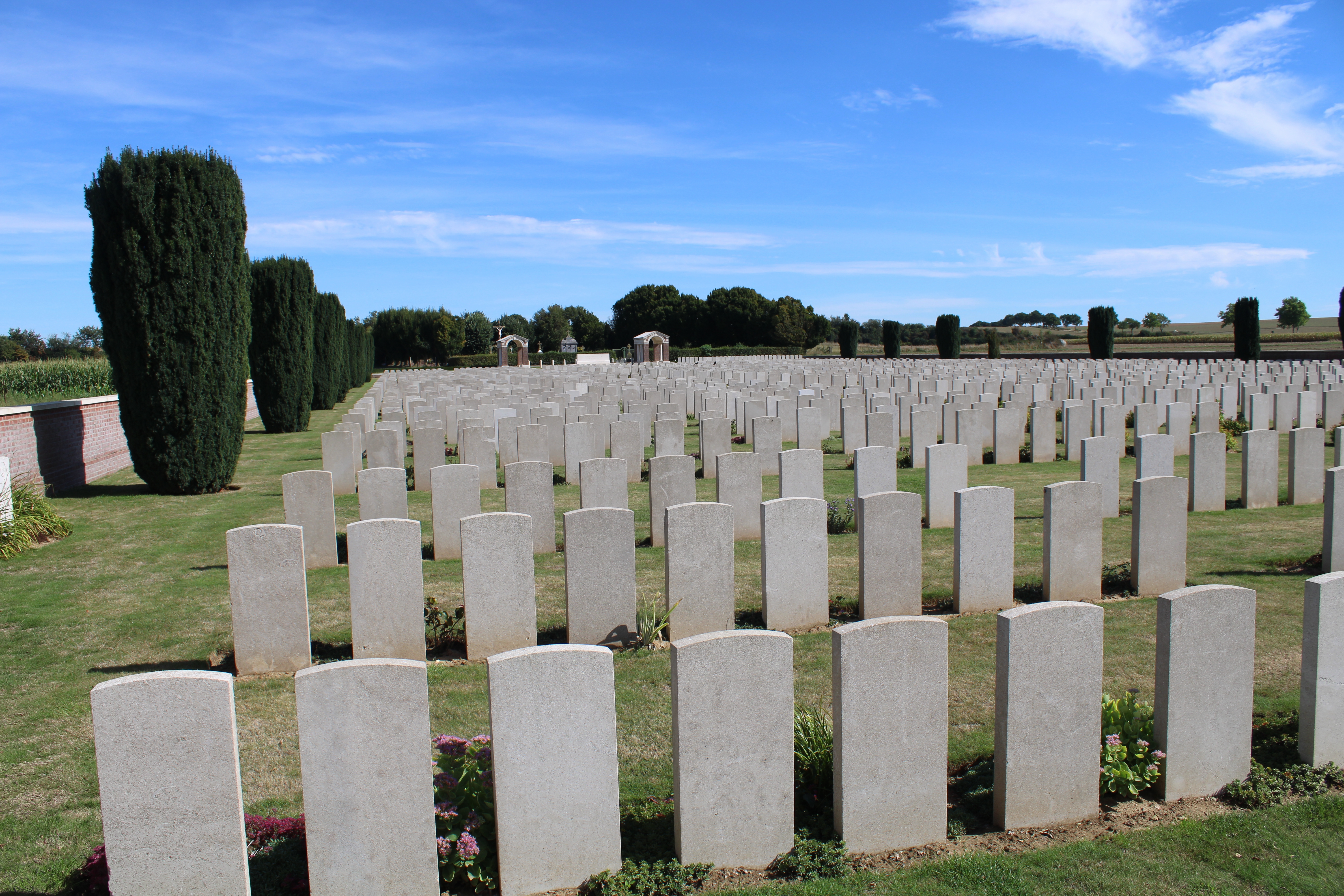
britischer Soldatenfriedhof
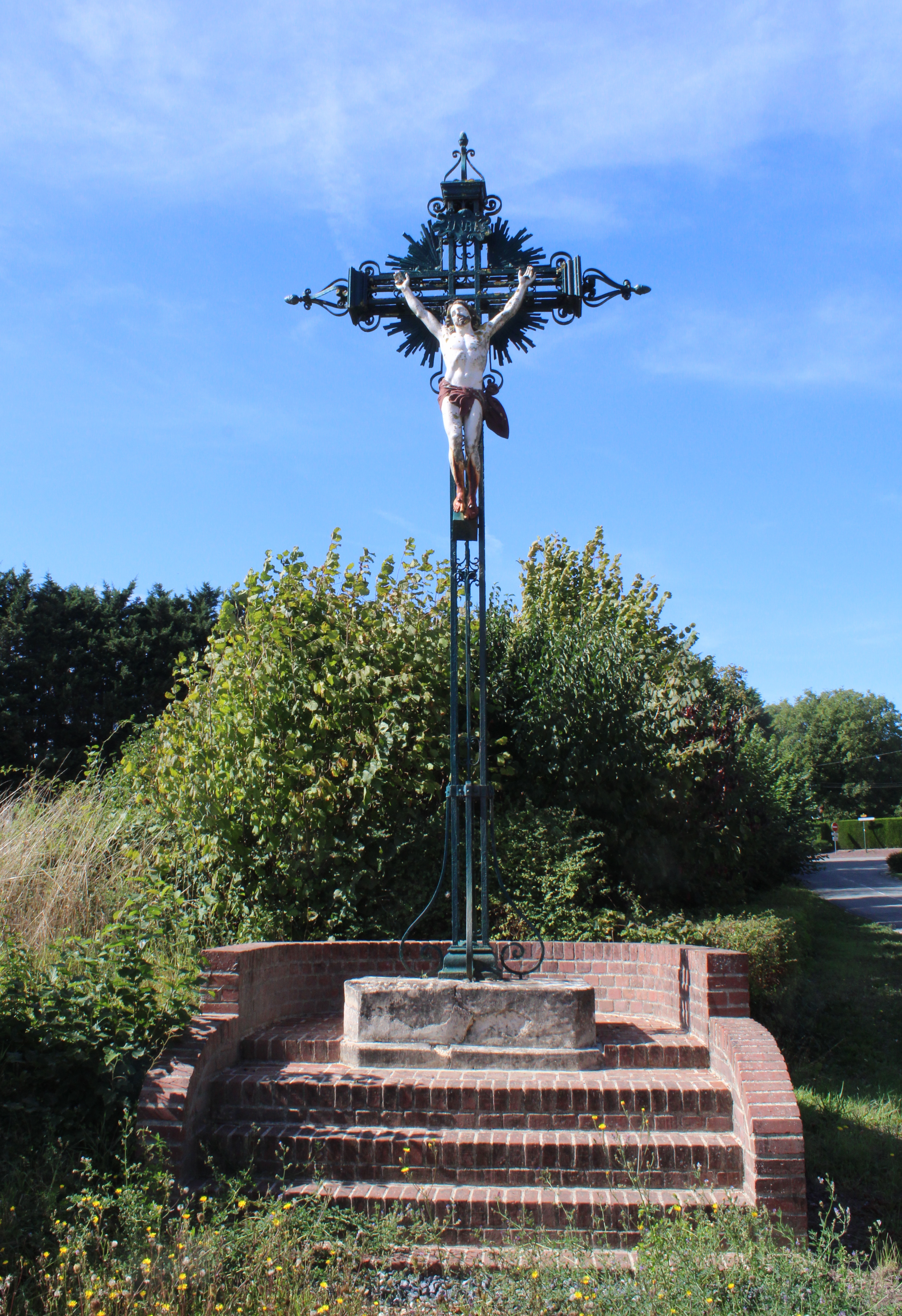
Calvaire
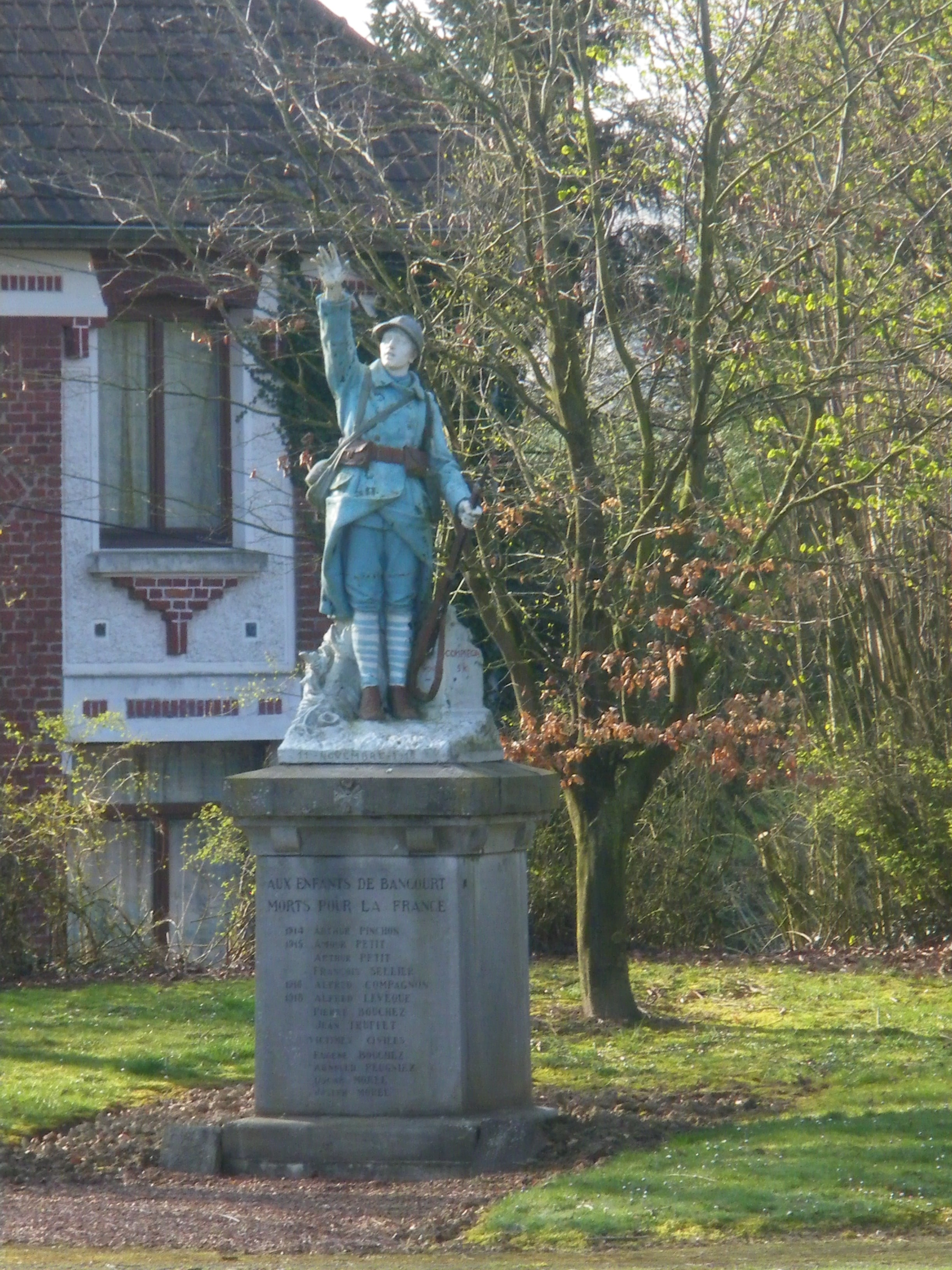
Gefallenendenkmal

- Kirche Saint-Remi
- Britischer Soldatenfriedhof
- Calvaire
- Gefallenendenkmal